# Deutsche Werft

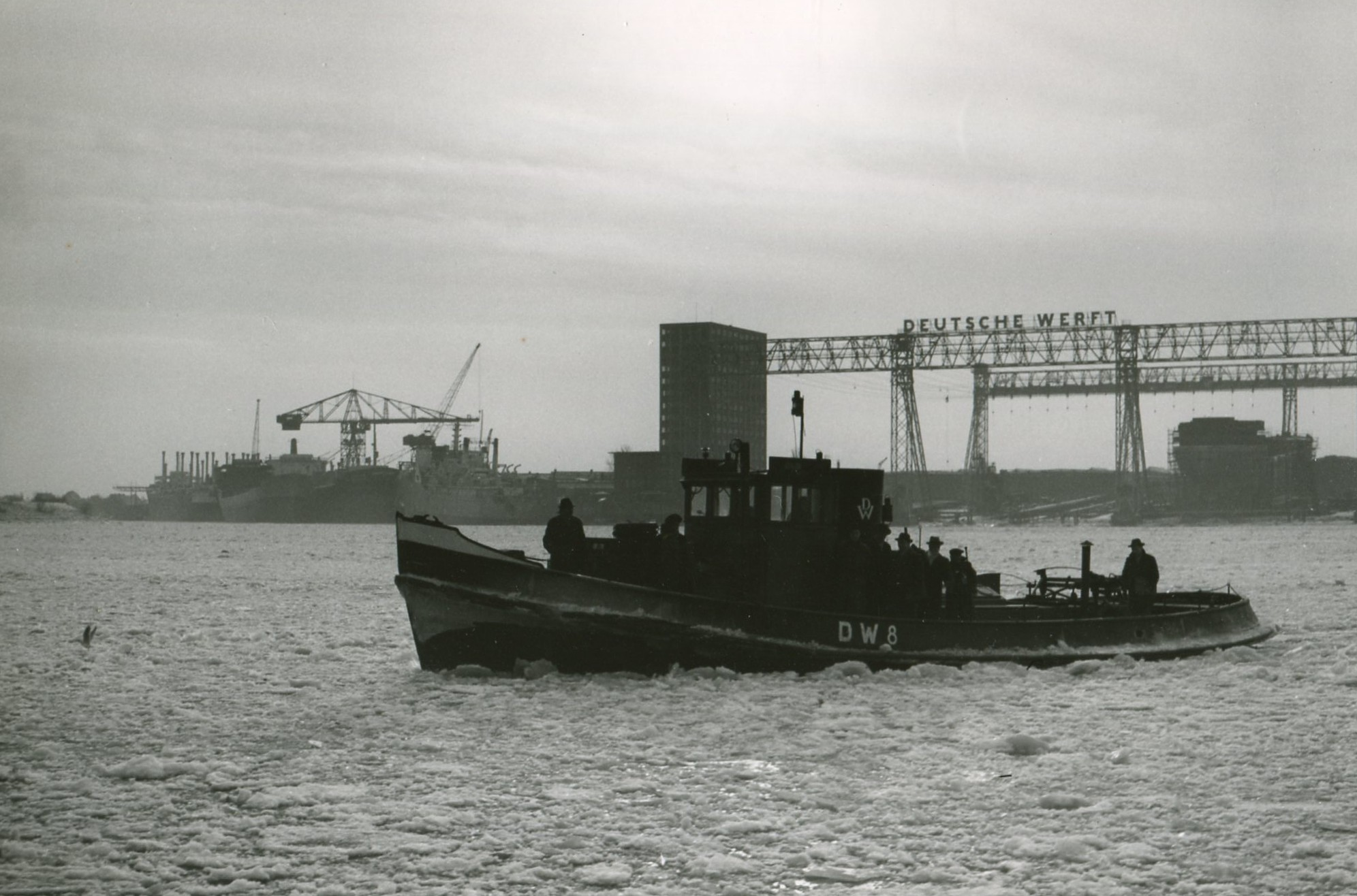
Anlagen der Deutschen Werft (Hamburg) im Hintergrund, Winter 1962

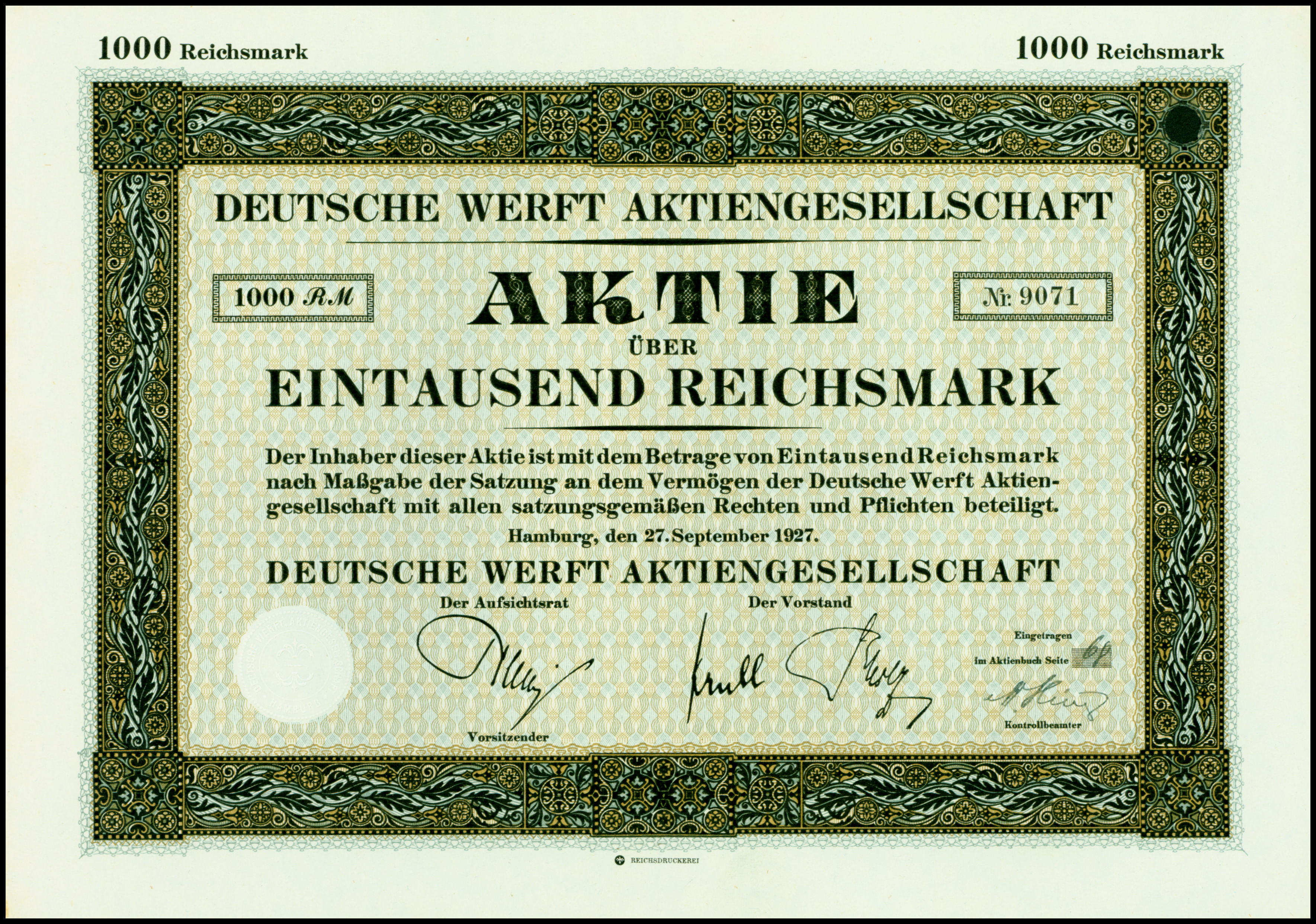
Aktie über 1000 RM der Deutschen Werft AG vom 27. September 1927

Die Deutsche Werft AG war eine 1918 auf Initiative Albert Ballins gegründete Aktiengesellschaft in Hamburg-Finkenwerder (Schreibweise bis 1946: Finkenwärder). Gründungsaktionäre waren die Gutehoffnungshütte (GHH), die Allgemeine Elektricitäts-Gesellschaft (AEG) und die Hamburg-Amerikanische Packetfahrt-Actien-Gesellschaft (HAPAG). 1968 fusionierte die Deutsche Werft AG mit der Howaldtswerke Hamburg AG und der Kieler Howaldtswerke AG zur Howaldtswerke-Deutsche Werft AG (HDW) mit Sitz in Kiel.

## Vorgeschichte
Die meisten Schiffe der HAPAG gingen im Verlauf des Ersten Weltkrieges durch Beschlagnahme oder Versenkung verloren. Daher war für die HAPAG und besonders für ihren Direktor Albert Ballin deutlich, dass es nach Kriegsende zu einer Konjunktur des Schiffbaus kommen musste. Für die erwartete Nachfrage sollte eine moderne Großwerft entstehen, die billigere und rationellere Schiffe – insbesondere die damals neuen Dieselmotorschiffe – bauen konnte. 1916 präsentierte William Scholz seine Ausarbeitungen zur Planung der Werft in einer Denkschrift, die er im Auftrag von Ballin erstellt hatte. Schon 1917 während des Krieges gründete Ballin daraufhin zusammen mit Walter Rathenau von der AEG die Hamburger Werft AG, in dieser Kooperation sollte die AEG die Motoren liefern. Dieses Unternehmen scheiterte jedoch wegen Kapitalknappheit. Die AEG hatte bereits 1916 in Finkenwerder das sogenannte Vorland I vom Hamburger Senat gepachtet. Der von seiner Idee überzeugte Ballin führte weitere Gespräche, vor allem mit Stahlproduzenten, da diese Kapital und Interesse an Stahlabnehmern hatten. Nachdem die Gespräch mit Hugo Stinnes gescheitert waren, konnte Ballin Paul Reusch von der Gute-Hoffnungs-Hütte überzeugen. Noch während des Krieges konnte die Gründung der Deutschen Werft AG vollzogen werden, mit der Begründung, dass sie kriegswichtige U-Boote billiger warten würde.

## Gründung

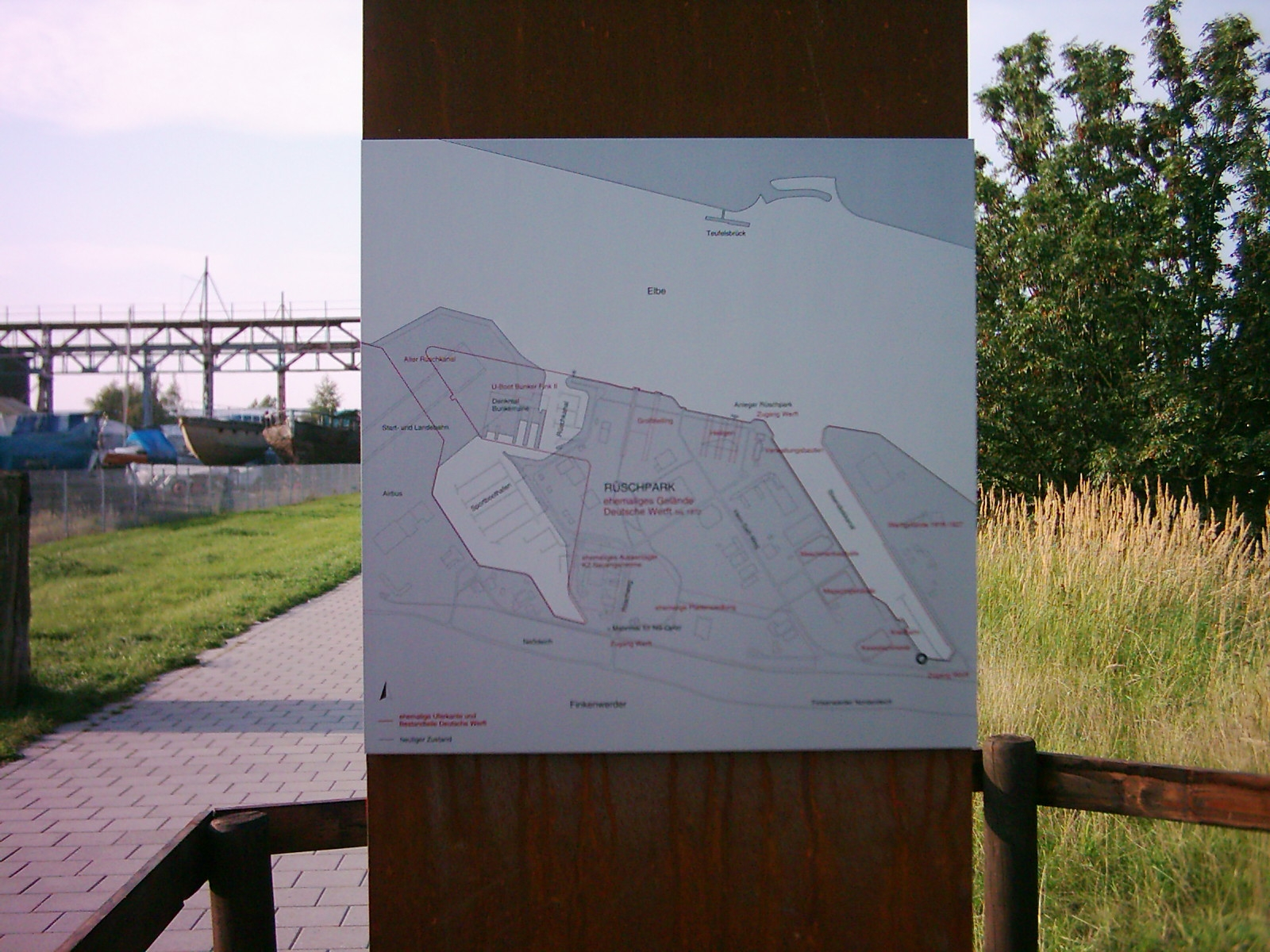
Übersicht über das alte Werftgelände im heutigen Rüschpark, Teil des Mahnmals Außenlager Deutsche Werft

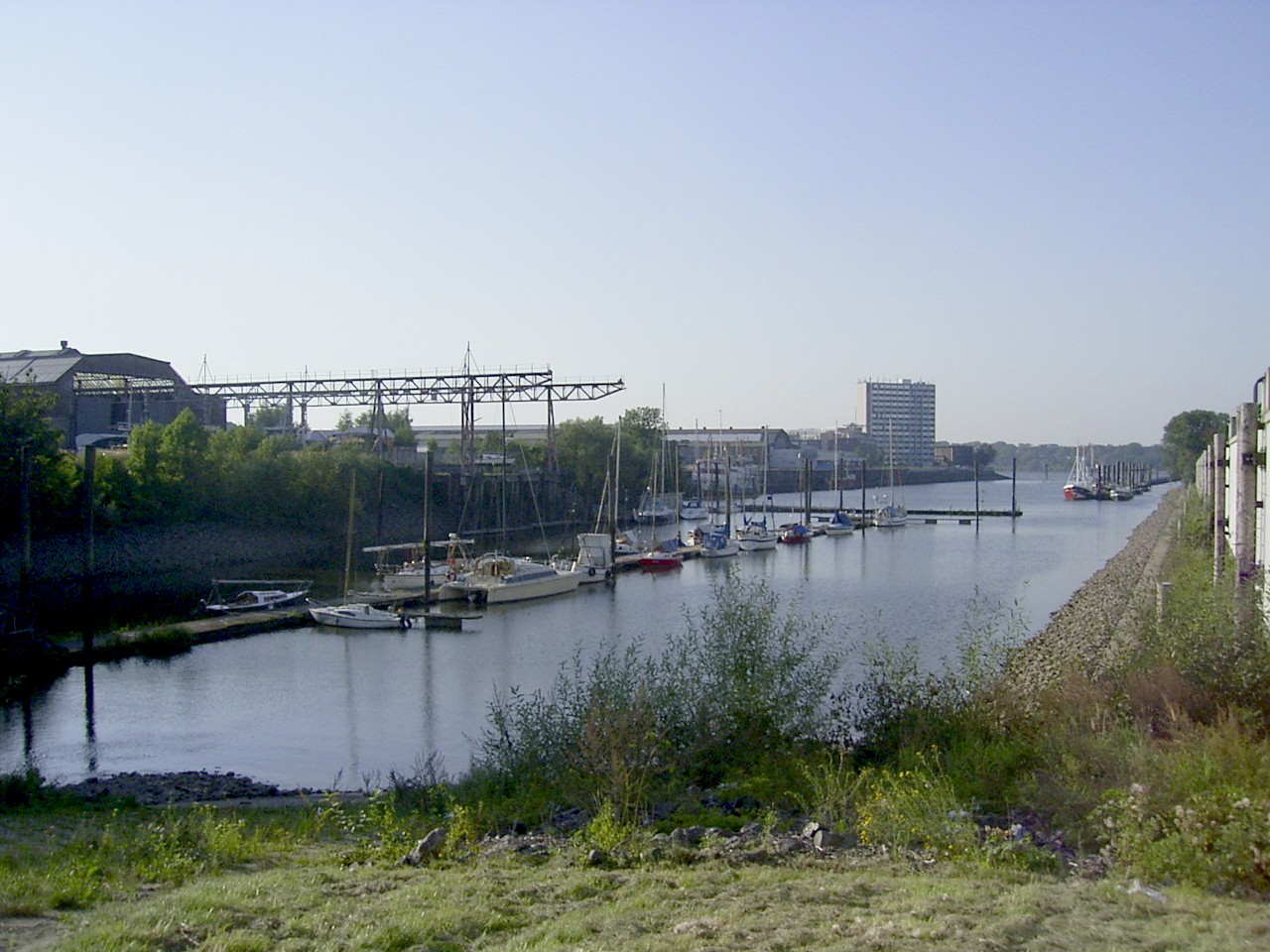
Der Steendiekkanal mit den alten Werfthallen links und dem 1958 gebauten Verwaltungshochhaus der Deutschen Werft

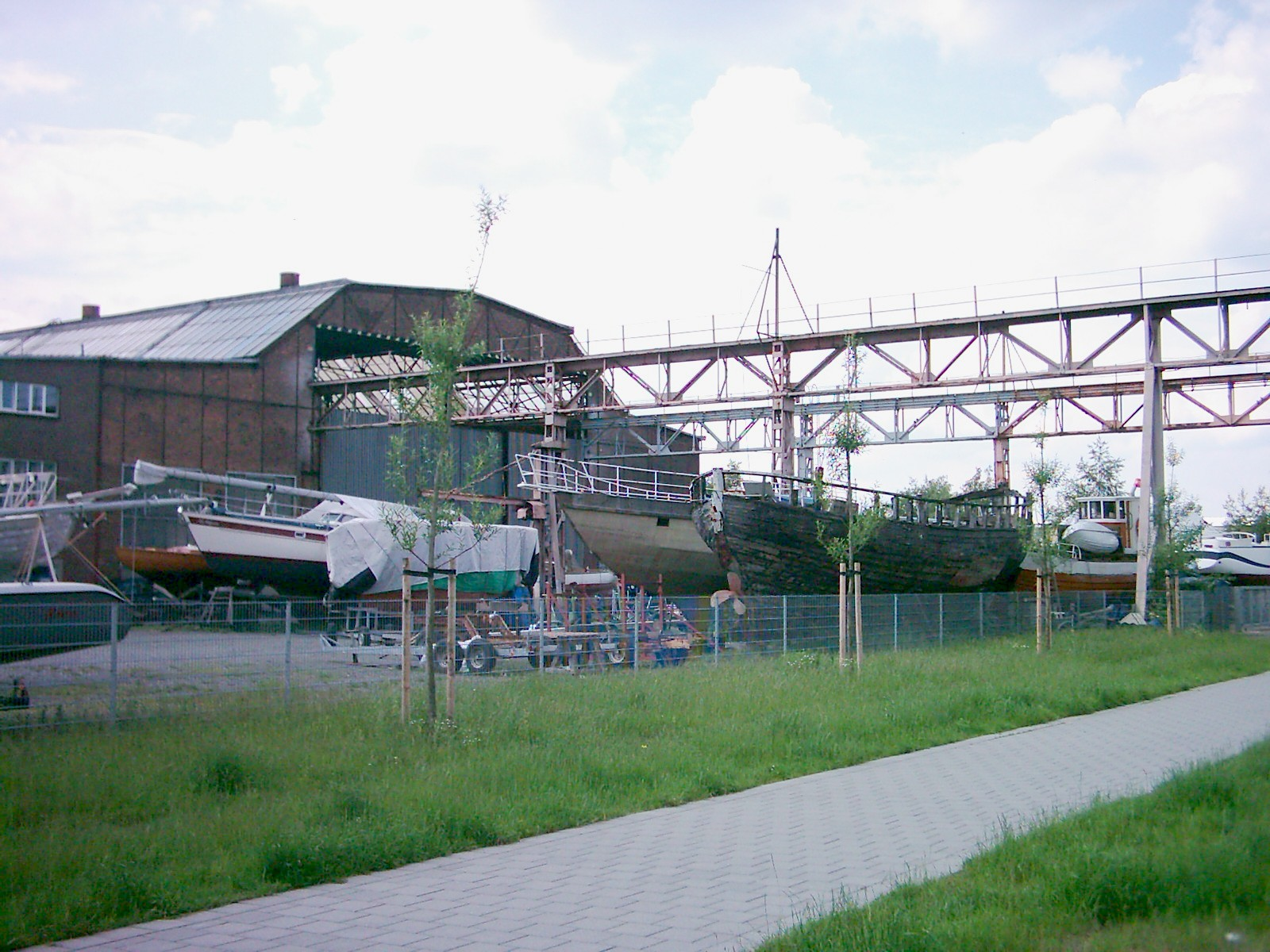
Werkshalle der Deutschen Werft, Hamburg-Finkenwerder (2007)

Der Betrieb wurde 1918 auf dem teuer zu erschließenden Vorland I in Finkenwerder begonnen. Dieser Platz wurde gewählt, da das anschließende Vorland II genügend Raum zum Wachstum bot, der im übrigen Hafen kaum noch vorhanden war. Das Gründungskapital betrug am 6. Juni 1918 10.000.000 Mark, davon entfielen 5.100.000 auf die GHH, 3.900.000 auf die AEG und 1.000.000 auf die HAPAG.

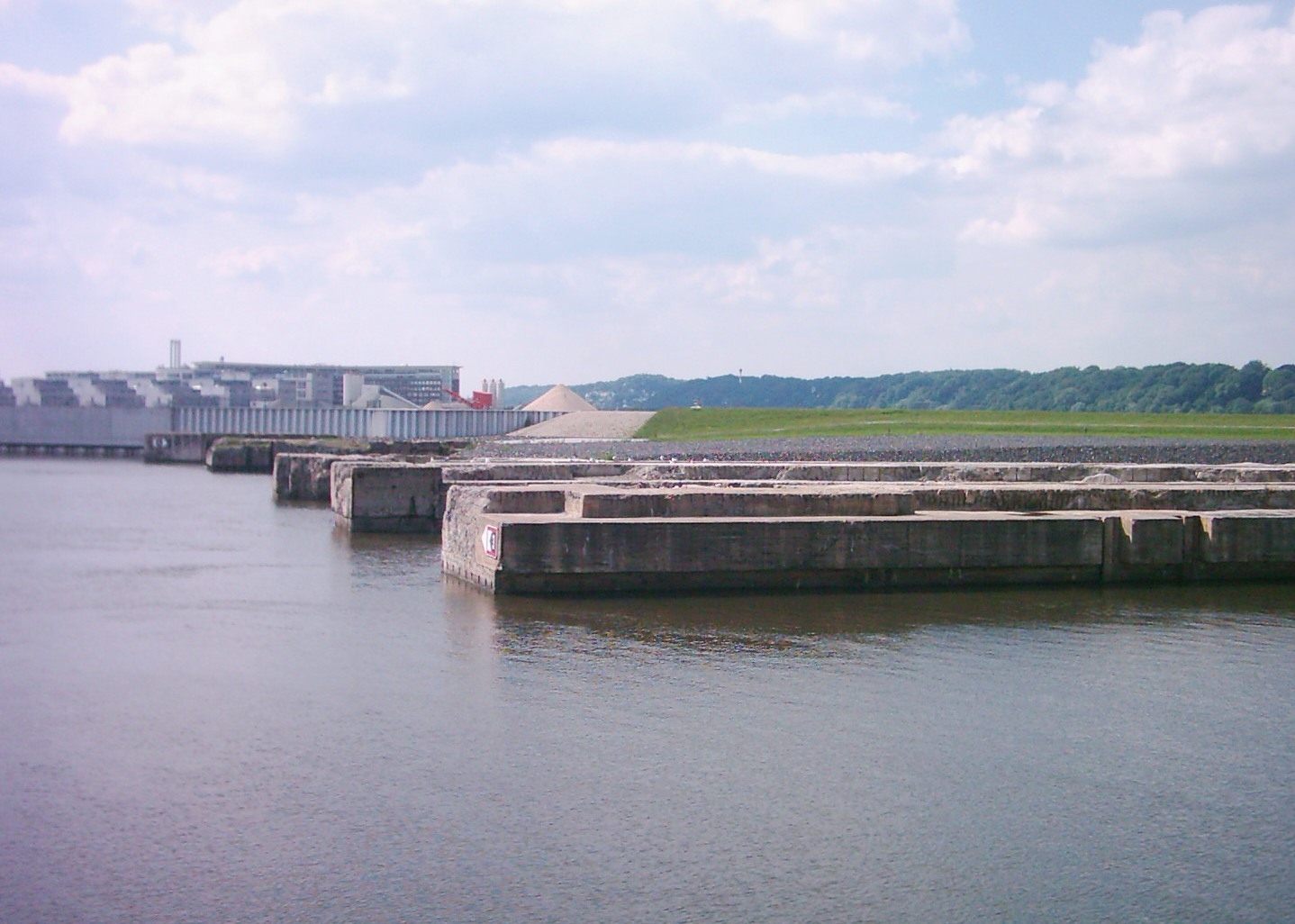
Ehemaliger U-Boot-Bunker Fink II am Rüschpark, nach dem Krieg verschüttet, 2006 wieder freigelegt

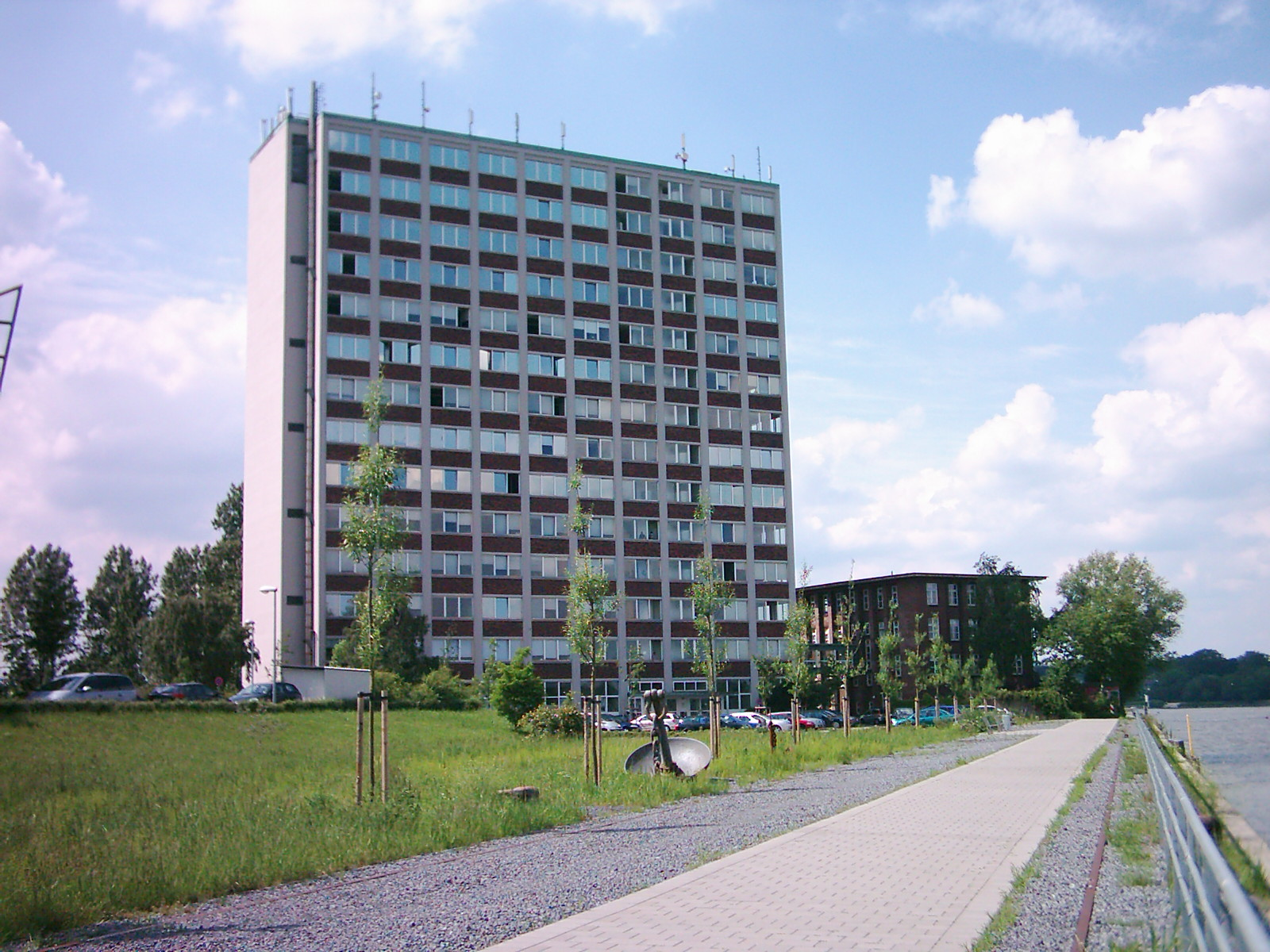
Das 1958 gebaute frühere Verwaltungsgebäude der Werft an der Elbe in Finkenwerder

Das Vorland I lag zwischen dem Köhlfleet und dem alten Steendiekkanal. Es wurde schon Mitte der 1920er Jahre wieder aufgegeben. Heute finden sich auf dem Gelände der Gorch-Fock-Park und das Schwimmbad Finkenwerder. Nach dem Kriegsende wechselte die Firma Anfang der 1920er Jahre auf das Vorland II westlich des Steendiekkanals. Teile des alten Rüschkanals wurden dafür zugeschüttet. Heute heißt das Gelände Rüschpark.

## Betrieb
In den 1920er Jahren war die Deutsche Werft Produktionsort für Handelsschiffe und baute Spezialschiffe für unterschiedliche zivile Zwecke. 1921 hatte sie eine Belegschaft von etwa 6000 Personen. Wegen der damaligen schlechten Wirtschaftslage hielt die Produktion von Frachtschiffen, Passagierschiffen, Fischdampfern und Baggerschuten die Gesellschaft nur mühsam aufrecht, und jeder Streik wurde zur Bedrohung des Fortbestehens der Werft. 1927 erwarb die Deutsche Werft die Kapitalmehrheit an der Reiherstiegwerft in Hamburg-Wilhelmsburg.
Die wirtschaftliche Lage der beiden Werften besserte sich rapide, nachdem die Kriegsmarine den Bau von U-Booten in Auftrag gegeben hatte: Während des Zweiten Weltkriegs wurden von Anfang 1941 bis April 1945 113 Boote der Typen IX C, IX C/40 und XXIII fertiggestellt. Hierfür wurde am Rüschkanal von 1941 bis 1944 der U-Boot-Bunker Fink II gebaut. Auch der direkte Nachbar am Neßkanal profitierte von der Aufrüstung: Hier baute Blohm & Voss die Flugzeugwerft ihrer Tochtergesellschaft Hamburger Flugzeugbau GmbH, die maßgeblich an der Erweiterung der Luftwaffe beteiligt war.

### Zwangsarbeit
Die Deutsche Werft beschäftigte ab 1940 insgesamt mehrere tausend Kriegsgefangene, Zwangs- bzw. „Ostarbeiter“ und ab 1944 auch KZ-Häftlinge. Dazu betrieb sie drei Lager direkt auf dem Firmengelände (die Lager Baustelle Deutsche Werft, Deutsche Werft Finkenwärder und das Ostarbeiterlager Rüschkanal), war beteiligt an fünf Lagern im Stadtteil Finkenwerder und sechs im Hafengebiet, sowie neun Lagern im Stadtgebiet. Hinzu kamen die Lager der Reiherstiegwerft, die ebenfalls zur Deutschen Werft gehörte. Von Oktober 1944 bis Ende März 1945 unterhielt man zudem am Rüschweg, Ecke Rüschwinkel, ein Außenlager des KZ Neuengamme auf dem Werksgelände. Dort waren etwa 600 männliche Häftlinge, überwiegend aus der Sowjetunion, Polen, Belgien, Frankreich und Dänemark untergebracht, die als Schweißer, Schlosser oder Elektriker im U-Boot-Bau eingesetzt wurden. Bei einem Bombenangriff auf das Gelände im Dezember 1944 kamen 90 Häftlinge ums Leben. Das Lager wurde kurz vor Kriegsende geräumt.

### Wohnsiedlungen
Die Umwandlung des Dorfes Finkenwerder in einen kriegswichtigen Standort wirkte sich auch auf den Ortskern aus. Nach Plänen des Architekten Peter Behrens wurde durch werkseigene Architekten die Arbeiter- und Werkmeistersiedlung gebaut – und dies trotz des reichsweiten Baustopps für Wohnanlagen. Diese für die damalige Zeit recht komfortablen Unterkünfte wurden aus Klinkern gebaut, die von Häftlingen im Konzentrationslager Neuengamme gebrannt wurden. Das SS-Unternehmen Deutsche Erd- und Steinwerke GmbH belieferte das große Werft-Projekt.
Ein weiteres Projekt dieses Architekten war die „Beamtensiedlung“ (Angestelltensiedlung) der Deutschen Werft in Hamburg-Othmarschen. Im Jahre 1953 war die Deutsche Werft die Werft mit der höchsten Bautätigkeit weltweit.

## Ende
1968 fusionierte die Deutsche Werft AG mit der Howaldtswerke Hamburg AG und der Kieler Howaldtswerke AG, Kiel zur Howaldtswerke-Deutsche Werft AG (HDW) mit drei Werken in Hamburg und dem Hauptsitz in Kiel. Das Werk Finkenwerder sollte auf Schiffsneubauten ausgerichtet werden, wurde jedoch 1973 geschlossen.

## Gedenkstätten
1996 wurde in Finkenwerder auf dem Gelände der ehemaligen Deutschen Werft ein Denkmal für die Zwangsarbeiter und KZ-Häftlinge, die während des Zweiten Weltkriegs hier eingesetzt waren, eingeweiht. Es handelt sich um eine Bronzeplastik, die in einer durchbrochenen Betonmauer steht und von zehn Ebereschen umrahmt wird. Das Werk stammt von dem in Finkenwerder lebenden Künstler Axel Groehl, der ein „Zeichen der geballten Hoffnung gegen Verzagen, Verdüsterung und Zwang“ setzen wollte.
Auch der ehemalige U-Boot-Bunker Fink II wurde zum zeitgenössischen Denkmal umgestaltet. Die Hamburger Architektinnen Anja Bremer und Beate Kirsch schufen 2006 ein Mahnmal im neu gestalteten Rüschpark, das durch schwarze Schottersteine die Dimension des Geländes nachvollziehbar machen soll und mit künstlerischen Elementen und mehreren Informationstafeln ausgestattet ist.

## Bekanntere Schiffsbauten
- Arcadia (Baujahr 1922), Frachtschiff, später Francesco Marazan
- Wuppertal (Baujahr 1936), Frachtschiff
- Antilla (Baujahr 1939), Frachtschiff
- Orizaba (Baujahr 1939), Frachtschiff
- Israel (Baujahr 1955), Fahrgastschiff
- Zion (Baujahr 1956), Fahrgastschiff
- Jerusalem (Baujahr 1957), Fahrgastschiff
- Theodor Herzl (Baujahr 1957), Fahrgastschiff

## Museal erhaltene Schiffe
- Karl Friedrich Steen (Baujahr 1928), Schwimmkran, Hamburg
- U 505 (Baujahr 1941), deutsches Unterseeboot, Typ IX C, im Museum of Science and Industry in Chicago
- U 534 (Baujahr 1942), deutsches Unterseeboot, Typ IX C, in Birkenhead
- Cap San Diego (Baujahr 1962), Frachtmotorschiff, Hamburg